# Cathédrale Saint-David de St Davids
Pour les articles homonymes, voir Cathédrale Saint-David.
Cathédrale Saint-David de Tyddewi
La cathédrale Saint-David, également dite « cathédrale de St Davids » (St Davids Cathedral en anglais) ou « église cathédrale de Tyddewi » (Eglwys Gadeiriol Tyddewi en gallois), est une cathédrale anglicane située dans la cité de St Davids, au pays de Galles. Elle est le siège du diocèse de Saint David's.

## Historique
Il s'agit d'une des cathédrales les plus anciennes de Galles, fondée au VIe siècle par saint David à l'origine comme un monastère, à Glyn Rhosyn ("Vallée des Roses").
Le monastère a longtemps souffert des incursions des Vikings et, en 1081, abrita les reliques du saint fondateur, amenées ici par le roi Guillaume le Conquérant.

## Source
- (it) Cet article est partiellement ou en totalité issu de l’article de Wikipédia en italien intitulé « Cattedrale di St David's » (voir la liste des auteurs).